# Усмаев, Вахит Абубакарович
Вахит Абубакарович Усмаев (род. 20 ноября 1964, с. Центарой, Шалинский район, Чечено-Ингушская АССР, РСФСР, СССР) — российский чеченский военный и политический деятель, заместитель Председателя Правительства Чеченской Республики, полковник полиции. Герой Российской Федерации (2010).

## Биография
Родился 20 ноября 1964 в селе Центарой Шалинского района (ныне село Ахмат-Юрт Курчалоевского района) Чечено-Ингушской АССР.
В 1982—1984 годах проходил службу в Вооружённых силах СССР.
В 1993 году окончил исторический факультет Чечено-Ингушского государственного университета.
С декабря 2001 года служил милиционером отдельной роты при УВД МВД РФ по Чеченской республики по обеспечению личной безопасности высших должностных лиц и охраны объектов государственной власти Чеченской республики. С октября 2003 года по июнь 2004 года был командиром батальона милиции Отдела вневедомственной охраны при Гудермесском ГОВД.
В сентябре 2004 года В. А. Усмаев был назначен командиром полка № 2 патрульно-постовой службы милиции специального назначения имени Героя Российской Федерации Ахмат-Хаджи Кадырова За период с 2004 по 2009 годы полк провёл более 380 специальных операций, было задержано 784 члена незаконных вооружённых формирований и уничтожено 198 участников бандитских формирований, из которых 20 — являлись «эмирами» бандитского подполья и 23 — активными участниками бандгрупп. Также сотрудниками полка были задержаны 1355 лиц, находящихся в розыске.
В 2009 году Вахит Абубакарович окончил Академию управления МВД России.
С 08.2014 г. по 06.2016 г. — Секретарь Совета экономической и общественной безопасности Чеченской Республики.
С 14.06.2016 г. по 15.06. 2016 г. — первый заместитель главы администрации главы Гудермесского муниципального района Чеченской Республики.
С 16.06.2016 г. по 11.07.2016 г. — исполняющий обязанности главы администрации главы Гудермесского муниципального района Чеченской Республики.
С 12.07.2016 г. по 11.01.2017 г. — глава администрации Гудермесского муниципального района Чеченской Республики.
С 12.01.2017 г. по 02.05.2017 г. — руководитель секретариата Главы Чеченской Республики.
С 03.05.201 г. по 09.10.2017 г. — Руководитель Администрации Главы и Правительства Чеченской Республики.
С 10.10.2017 г. по 05.2020 г. — Секретарь Совета экономической и общественной безопасности Чеченской Республики.
С 05.2020 г. по настоящее время — заместитель Председателя Правительства Чеченской Республики.
С 12 января 2017 года по настоящее время руководитель секретариата Главы Чеченской Республики.

Указом Президента Российской Федерации от 7 июля 2010 года за мужество и героизм, проявленные при исполнении служебного долга, полковнику Усмаеву Вахиту Абубакаровичу присвоено звание Героя Российской Федерации с вручением знака особого отличия — медали «Золотая Звезда».

## Награды
- Медаль «Золотая Звезда» Героя Российской Федерации (7 июля 2010);
- Орден За заслуги перед Отечеством IV степени (21 августа 2020) — за достигнутые трудовые успехи и многолетнюю добросовестную работу[1].
- три Ордена Мужества;
- медаль «За доблесть в службе»;
- медаль «За боевое содружество»;
- медаль «За ратную доблесть»;
- Орден имени Ахмата Кадырова;
- Почётный гражданин Чеченской республики[2];
- Медаль «За заслуги перед Чеченской Республикой»;
- Медаль «Памяти Ахмат—Хаджи Кадырова, первого Президента Чеченской Республики» (30 декабря 2017) — за исключительные заслуги перед Чеченской Республикой, деятельность, получившую общественное признание
- Медаль «Защитнику Чеченской Республики».